# Lamprosema chlorandra
Lamprosema chlorandra là một loài bướm đêm trong họ Crambidae.